# Tortula obtusifolia
Tortula obtusifolia là một loài Rêu trong họ Pottiaceae. Loài này được (Schwägr.) Mathieu miêu tả khoa học đầu tiên năm 1853.